# Поч, Рудольф
Рудольф Поч (чеш. Rudolf Potsch, 15 июня 1937, Брно) —  чехословацкий хоккеист, защитник. Бронзовый призёр Олимпийских игр 1964 года, 9-кратный чемпион Чехословакии, 6-кратный призёр чемпионатов мира по хоккею, 3-кратный обладатель Кубка европейских чемпионов. Член зала славы чешского хоккея.

## Биография
Рудольф Поч известен по выступлениям за клуб из Брно «Руда гвезда», более известную под названием «Комета». 9 раз становился чемпионом Чехословакии и 3 раза обладателем Кубка европейских чемпионов. На протяжении 3 лет играл за немецкий «Дюссельдорф», в 1972 году стал чемпионом ФРГ.
С 1958 по 1967 год выступал за сборную Чехословакии. В составе сборной становился бронзовым призёром Олимпийских игр 1964 года в Инсбруке, чемпионом Европы 1961 года, а также 6 раз завоёвывал медали чемпионатов мира (по 3 серебряные и бронзовые награды).
Отличался не только высокой результативностью, но и силовой игрой. Часто применял силовые приёмы против соперника.
После окончания карьеры хоккеиста стал тренером. С 1974 по 2000 год работал в Чехии, Словакии, Германии и Югославии. Самых больших успехов добился в качестве тренера тренчинской «Дуклы». В 1996 году под его руководством команда стала серебряным призёром Словацкой экстралиги, а через год он был ассистентом Ярослава Вальтера в чемпионском сезоне «Дуклы».
6 мая 2010 года был принят в Зал славы чешского хоккея.

## Достижения
Чемпион Европы 1961
 Бронзовый призёр Олимпийских игр 1964
 Серебряный призёр чемпионатов мира 1961, 1965, 1966
 Бронзовый призёр чемпионатов мира 1959, 1963, 1964
 9-кратный чемпион Чехословакии 1957, 1958, 1960—66
 3-кратный обладатель Кубка европейских чемпионов 1966—68
 Чемпион Германии 1972

## Статистика
- Чемпионат Чехословакии — 365 игр, 138 шайб
- Сборная Чехословакии — 100 игр, 19 шайб
- Всего за карьеру — 465 игр, 157 шайб